# Lac Battle (Alberta)
Pour les articles homonymes, voir Battle Lake.
Le lac Battle (en anglais : Battle Lake) est un lac situé dans la province d'Alberta, au Canada. Il se trouve dans le comté de Wetaskiwin à environ 100 km au sud-ouest de la ville d'Edmonton. Une localité portant le même nom est située à l'extrémité orientale du lac. La rivière Battle prend sa source dans le lac.

## Source
- (en) Cet article est partiellement ou en totalité issu de l’article de Wikipédia en anglais intitulé « Battle Lake (Alberta) » (voir la liste des auteurs).